# 芝川站
芝川站（日语：／ Shibakawa eki */?）是位於靜岡縣富士宮市羽鮒1231號，東海旅客鐵道（JR東海）的身延線車站。

## 歷史
曾經急行「富士川」停靠此站，在1995年（平成7年）升級至特急列車後便通過此站。
- 1915年（大正4年）3月1日：富士身延鐵道線大宮町站至此站之間開通，此終點站啟用[1]。為旅客和貨物車站。
- 1918年（大正7年）8月10日：富士身延鐵道線此站至十島站之間開通[1]。
- 1938年（昭和13年）10月1日：富士身延鐵道借給鐵道省使用，成為身延線[1]。
- 1941年（昭和16年）5月1日：富士身延鐵道正式國有化[1]。
- 1972年（昭和47年）9月20日：結束貨物起卸業務。
- 1987年（昭和62年）4月1日：伴隨國鐵分割民營化，車站由東海旅客鐵道（JR東海）營運[1]。
- 1995年（平成7年）10月1日：急行「富士川」升級至特急列車，自從成為普通列車停車站。
- 1998年（平成10年）：成為無人車站。
- 2012年（平成24年）：車站大樓翻新。

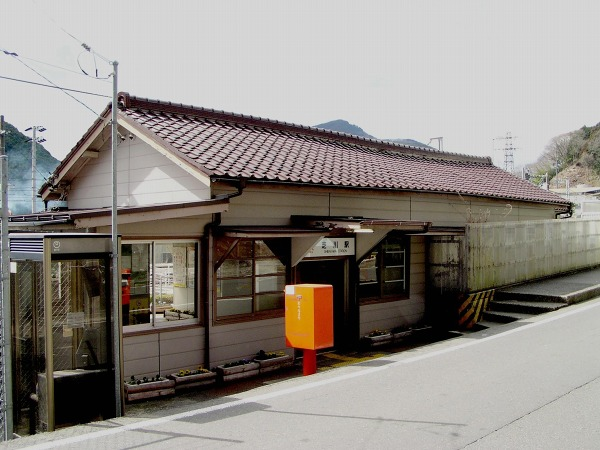
舊車站大樓(2006年3月)
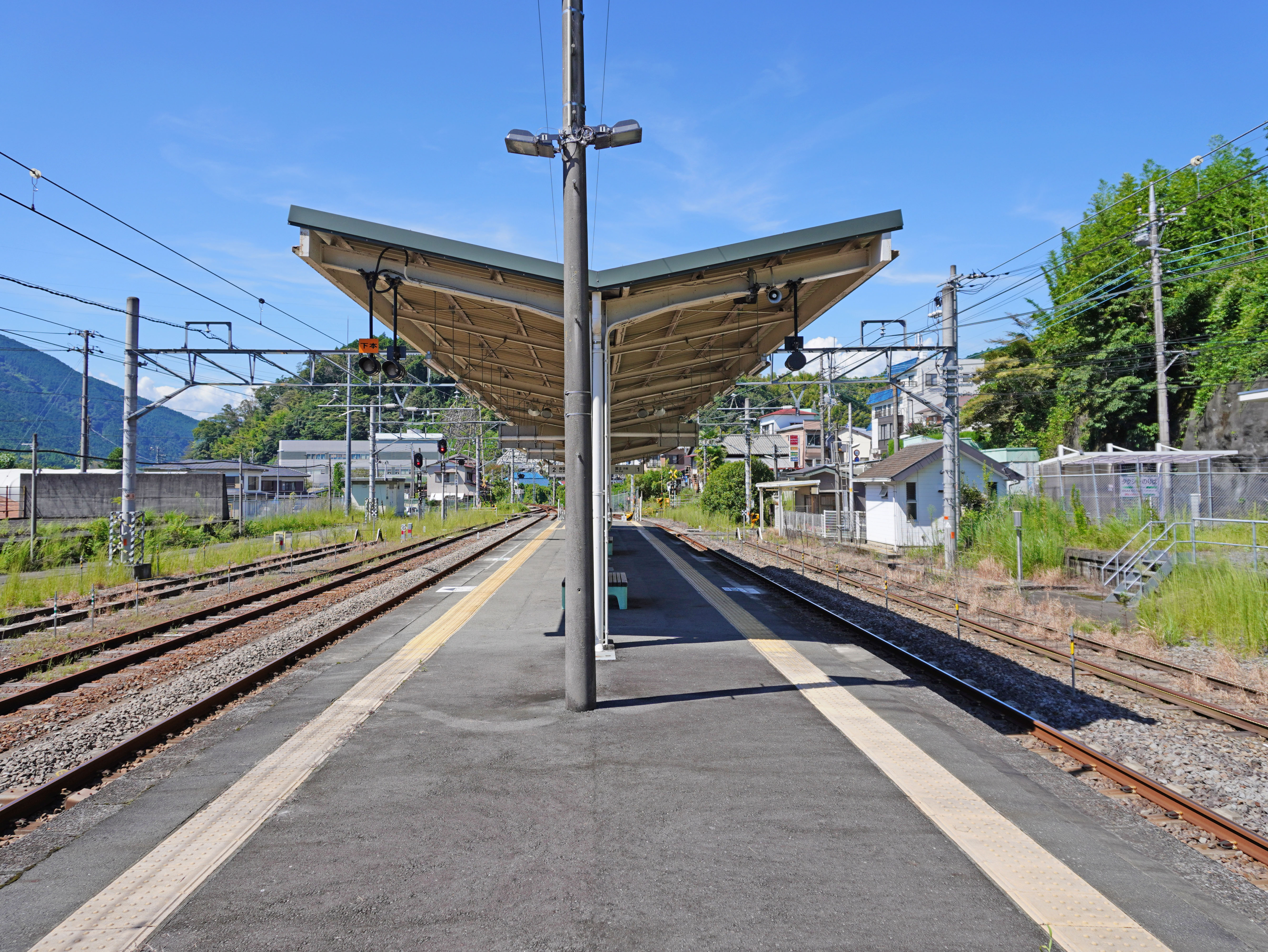
月台(2022年9月)
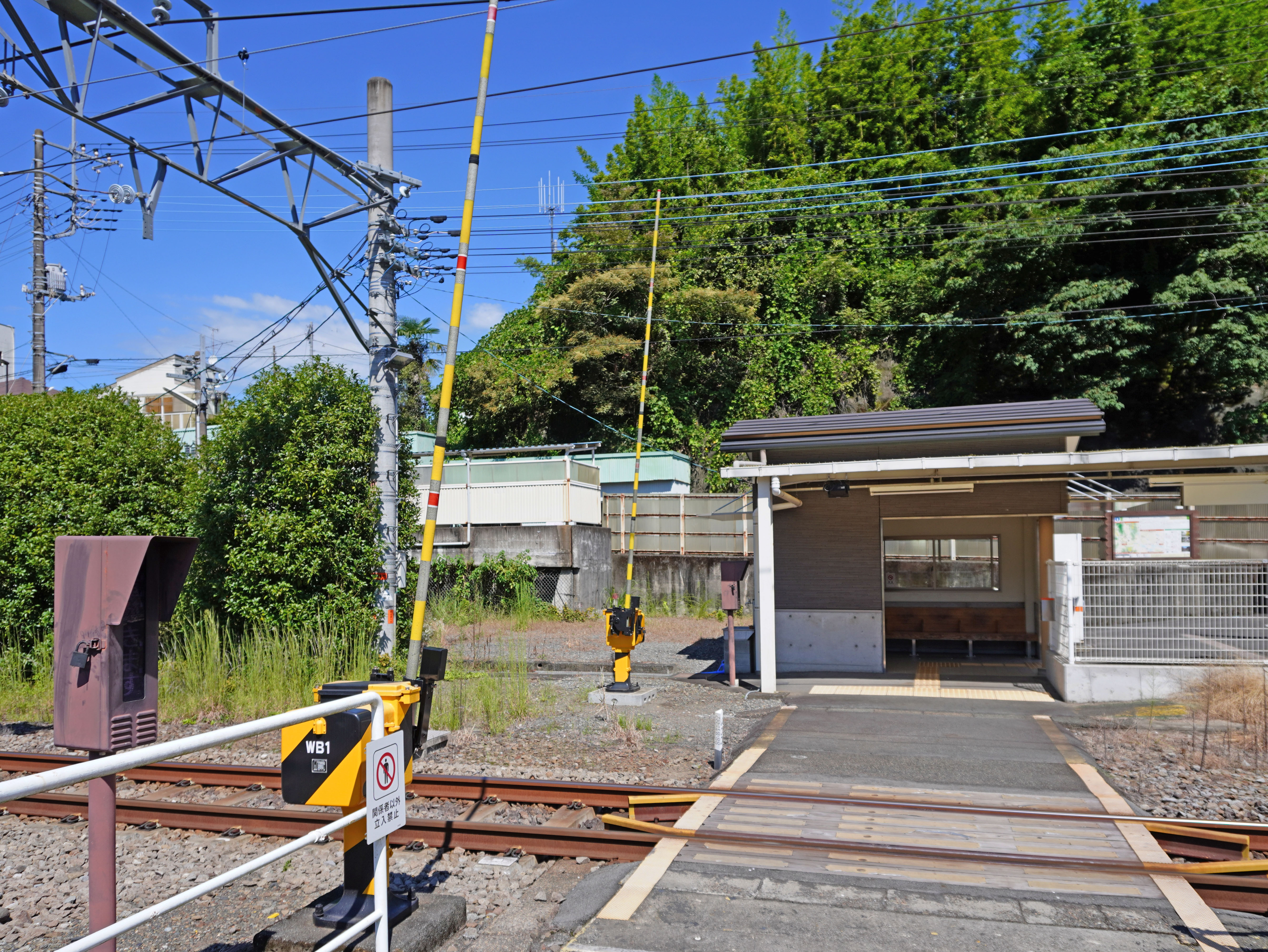
平交道(2022年9月)
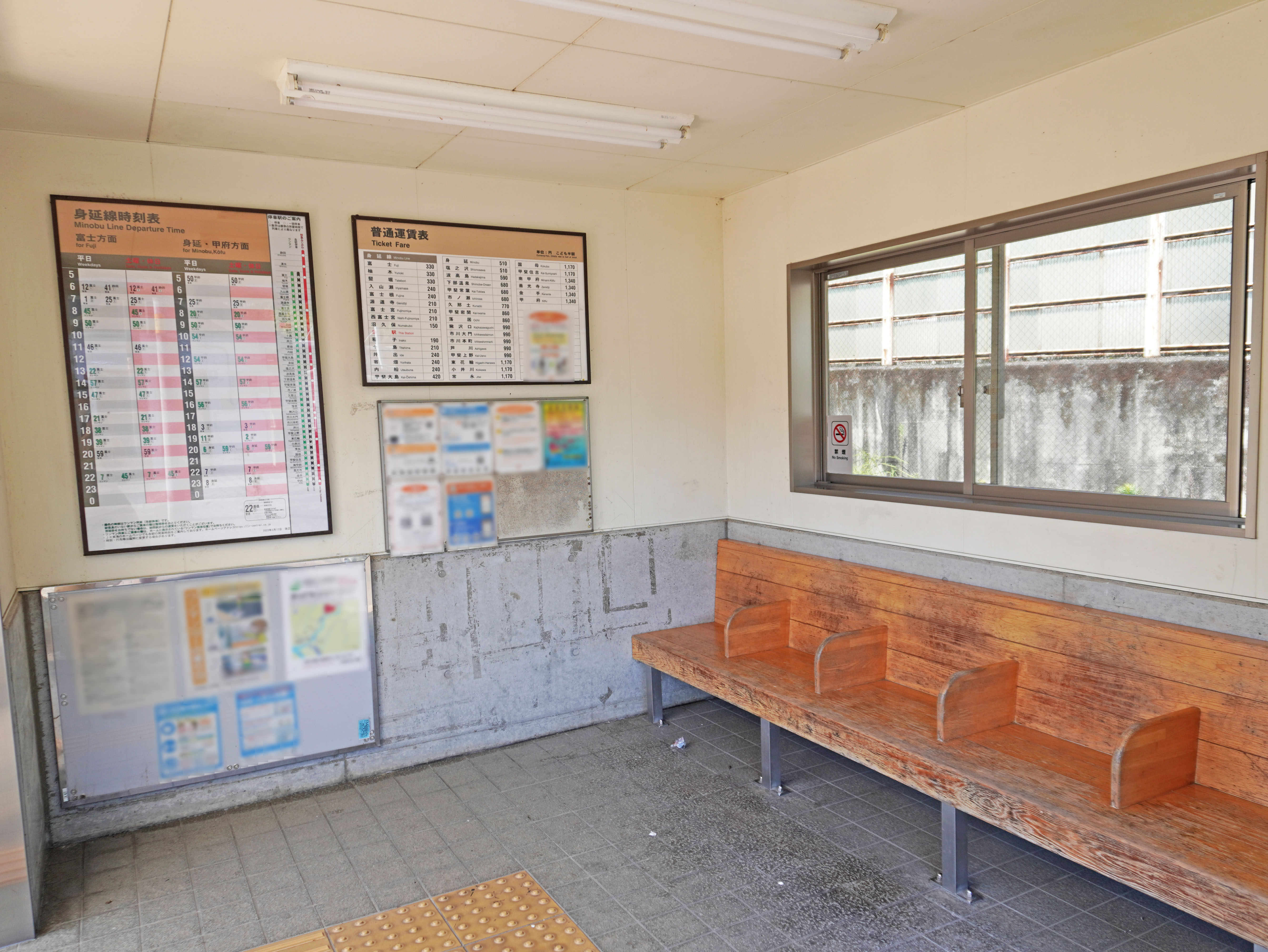
候車室内(2022年9月)

## 車站構造
車站是一座地面車站，設有1面2線的島式月台和3條側線。車站大樓位於車站東北方。從車站大樓側的月台為1號月台（富士方向），對面是2號月台（甲府方向）。側線可連接稻子一方和沼久保一方的路軌。
在平日早上和黃昏各有1班，以及星期六及假日設有晚上1班，均行走於此站至富士站的列車。每日設有13往返班次前往甲府方向。
車站大樓與月台之間設有站內平交道（設有遮斷機和警報機）。現時的車站大樓是街座簡單的建築物，舊車站大樓是大型瓦頂木造建築物，在成為無人車站後窗口被圍板封閉。
此站是由富士宮站管理的無人車站。

### 月台
| 月台 | 路線   | 上下行 | 方向           |
| ---- | ------ | ------ | -------------- |
| 1    | 身延線 | 上行   | 富士方向       |
| 2    | 身延線 | 下行   | 身延、甲府方向 |

## 使用狀況
以下為近年1日乘車人次列表：
| 乘車人次變化 | 乘車人次變化     | 乘車人次變化 |
| 年度         | 1日平均 乘車人次 |              |
| ------------ | ---------------- | ------------ |
| 1993年       | 571              |              |
| 1994年       | 534              |              |
| 1995年       | 491              |              |
| 1996年       | 493              |              |
| 1997年       | 456              |              |
| 1998年       | 404              |              |
| 1999年       | 361              |              |
| 2000年       | 319              |              |
| 2001年       | 不明             |              |
| 2002年       | 不明             |              |
| 2003年       | 不明             |              |
| 2004年       | 不明             |              |
| 2005年       | 不明             |              |
| 2006年       | 239              |              |
| 2007年       | 245              |              |
| 2008年       | 238              |              |
| 2009年       | 228              |              |
| 2010年       | 200              |              |
| 2011年       | 188              |              |
| 2012年       | 198              |              |
| 2013年       | 178              |              |
| 2014年       | 153              |              |
| 2015年       | 144              |              |
| 2016年       | 156              |              |
| 2017年       | 159              |              |
| 2018年       | 156              |              |

## 車站周邊
車站位於富士宮市芝川地區中心。車站附近設有商店，也有富士宮市政廳芝川出張所、芝川郵局、富士宮市立芝富小學、富士宮市立芝川中學、富士宮警署芝川町派出所、富士宮市中央消防署芝川分署等公共設施。車站後方設有王子F-Tex東海工場芝川製造所。
芝川位於車站西邊200米處，並匯合富士川。沿芝川前進4公里可到達西山本門寺，6公里可到達芝川甌穴，10公里可到達白絲瀑布和音止瀑布。
站前設有的士等待乘客。芝川的士營業所位於市政廳芝川出張所旁。
另外，車站西邊700米處設有富士川的釜口峽。

## 巴士路線
| 乘車處 | 乘車處 | 系統                             | 主要途經       | 目的地              | 巴士公司 | 備註                 |
| ------ | ------ | -------------------------------- | -------------- | ------------------- | -------- | -------------------- |
| 芝川站 |        | 宮11                             | 香葉台、稗久保 | 新田                | 宮巴士   | 平日和星期六只有1班  |
| 芝川站 | 宮12   | 長貫、稻子站                     | 上稻子落合     | 平日和星期六只有3班 | 宮巴士   |                      |
| 芝川站 | 宮13   | 香葉台、沼久保・西富士宮站       | 富士宮站南出口 | 平日和星期六只有2班 | 宮巴士   |                      |
| 芝川站 | 宮14   | 香葉台、新田、稗久保、西富士宮站 | 富士宮站南出口 | 平日和星期六只有2班 | 宮巴士   |                      |
| 芝川站 |        |                                  |                | 芝川會館            | 宮巴士   | 只於平日和星期六服務 |

## 相鄰車站
東海旅客鐵道（JR東海）
 身延線
沼久保－芝川－稻子

## 注腳
1. 1 2 3 4 5 6  曾根悟（日语：曽根悟）（監修）. 朝日新聞出版分冊百科編集部（編集） , 编. . 週刊 歴史でめぐる鉄道全路線 国鉄・JR (朝日新聞出版). 2009-07-26, (3): 22–23 （日语）.
2. 1 2  用車站時間表的方向資訊。詳情參見JR東海官方網站的各站時間表 （页面存档备份，存于）（截至2015年1月）。
3. ↑  「靜岡縣統計年鑑」
4. ↑  「富士宮市之統計」

## 外部連結
- 國土地理院地圖參閲服務 （页面存档备份，存于） - 芝川站周邊的1/25000地形圖 （页面存档备份，存于）（日語）